# Arno Sáňka
Arno Sáňka (30. prosince 1892 Černá Hora (okres Blansko) – 29. listopadu 1966 Brno) byl učitel, vydavatel bibliofilských tisků a jejich bibliograf.

## Život a dílo
Narodil se v rodině moravského učitele a speleologa Hugo V. Sáňky a působil jako učitel a vydavatel v Brně. Vydával bibliofilské tisky a napsal také jejich soupis do roku 1945. Spolupracoval s různými českými výtvarníky a přispíval do časopisů Moravský bibliofil, Veraikon, Český bibliofil a Čin.
Roku 1928 byl iniciátorem soutěže o nejkrásnější knihy. V letech 1960-1963 předseda Spolku českých bibliofilů.